# Brook Lee
 (mai 2012).
Si vous disposez d'ouvrages ou d'articles de référence ou si vous connaissez des sites web de qualité traitant du thème abordé ici, merci de compléter l'article en donnant les références utiles à sa vérifiabilité et en les liant à la section « Notes et références ».
Pour les articles homonymes, voir Lee.
Brook Lee, née le 8 janvier 1971 à Hawaii, est un mannequin et animatrice de télévision américaine élue Miss Univers en 1997.

## Biographie
Elle est née d'un grand-père coréen immigré à Hawaii dans les années 1950. Elle possède également des origines chinoises, hawaiiennes, portugaises, françaises, néerlandaises et anglaises.
Elle poursuit des études de cycle en Communication à l'Université d'Hawaii à Mānoa, puis à l'école Lab de l'Université pour un an, 1987-1988.
Brook est diplômée de l'école Kamehameha en 1989.
En 1997, elle est couronnée Miss Hawaii USA, qualifiée à l'élection de Miss USA 1997, qui a eu lieu le 5 février 1997 : elle obtient le titre national.
La même année, Brook devient Miss Univers 1997 à l'âge de 26 ans : elle est alors la Miss Univers la plus âgée de l'histoire. Pia Wurtzbach, est élue au même âge en 2015.
Après son règne à Miss Univers, elle fait plusieurs apparitions dans les films et émissions de télévision et présente de nombreuses émissions de télévision en Asie et aux États-Unis.
L'un de ses derniers projets est une émission de télévision régionale appelée Pacific Fusion, qui met l'accent sur les modes de vie américains d'origine asiatiques.

## Vie privée
Brook Lee est mariée avec Torry Mell ; ils ont un fils, Fynnegan.